# Ernani Carlos de Menezes Pinto
Ernani Carlos de Menezes Pinto (Rio de Janeiro (estado), 28 de setembro de 1873 – 1 de outubro de 1951) foi um médico brasileiro.
Doutorado pela Faculdade de Medicina do Rio de Janeiro em 1896, com a tese “Fraturas da Abóboda Craneana”. Foi eleito membro da Academia Nacional de Medicina em 1898, com o número acadêmico 189, ocupando a Cadeira 75, que tem Raul David de Sanson como patrono.